# Пирен
Вижте пояснителната страница за други значения на Пирен.
Ерика пренасочва насам.  За други значения вижте Ерика (пояснение).
Пирен или Ерика (Erica) е обширен род вечнозелени покритосеменни растения, наброяващ около 860 вида храсти и полухрасти (рядко дървета). Те съставят около 20% от общия брой видове в семейство Пиренови, с което Пирен е един от двата най-големи рода от семейството (заедно с Рододендрон). Растенията от този род се характеризират с малки листа и изобилен цъфтеж с удължени цветове във формата на камбана. Повечето от тях са ендемични за Африка, но са разпространени и в Средиземноморието, на островите на Атлантическия океан, в Кавказ. Най-голямото разнообразие на видове се наблюдава в Южна Африка. Европейските видове от рода Erica L. са редки дори в райони с естествения им ареал.
Представителите на рода са много сходни с тези от род Calluna и заедно с тях образуват характерни храстови съобщества, в които доминират тези два рода. В България тези пирено-калунови съобщества са разпространени в източната част на Странджа планина и в тях доминират видовете Erica arborea и Calluna vulgaris, които са редки и са защитени от Закона за биологичното разнообразие. 

## Име
Името на рода идва от гръцкото erek, по името на Ерика при древните гърци, според други източници името идва от гръцката дума ereike – счупвам, по чупливи клони на растение. Българското наименование „пирен“ е народно название на калуна.

## Разпространение
Родното място на повечето видове ерика е Южна Африка – там растат около 600 вида, които са известни под обобщеното наименование Носов хедър. Много видове произхождат от други райони на Африка, както и от Западна Европа. Около 70 вида растат на средиземноморския бряг на Африка и Европа. Един вид расте в планините на Кавказ. Източната граница на обхвата на рода достига до Иран.
В Европа пиренът заедно с калуната (вереска) образуват специфичната растителност на така наречените верескови (калунни) тресавища.
Пирените растат на кисели или много кисели почви – от сухи и песъчливи до влажни, особено тресавища и блатисти места.

## Биологично описание
Представителите на рода са ниски храсти (от 0,2 до 2 метра). Изключение правят видовете Дървовиден пирен (Erica arborea) и Erica scoparia: това са дървета, чиято височина достига седем метра.
Кората е кафява или тъмносива.
Листата на пирена са разположени кръгово (вихрово) или частично редувани. Дължината им е 2 – 15 мм, те са удължени (линейни или игловидни), с овално листно острие, краят на което е огънат надолу. В резултат на това на абаксиалната (долната) страна на листа се образува вдлъбнатина, защитена от вятъра, в която са разположени устица. Лист с подобна структура има специално наименование – ерикоиден лист, а подобен тип листа се среща не само сред пирените, но и сред растенията, които са таксономически много далеч от тях.
Стъблата са тънки и твърди.
Цветовете са удължени, звънчевидни, с дължина от един до няколко сантиметра, докато при европейските видове цветята са по-малки, отколкото при африканските. Цветът на венчелистчетата е от бял до тъмночервен, лилав и дори почти черен, рядко жълт.
Плодът е четирилистна капсула, пълна с множество малки семена.

## Класификация

### Видове
Родът Erica L. е доста голям, но няма единодушие относно общия брой видове от рода и различни автори наричат от „над 500“ до „над 800“ вида. По-голямата част от видовете са африкански. За броя на европейските видове също няма еднозначност. Така според А. Rehder (1949) те са 13; I. Hansen (1950) и G. Krssman (1977) – 15; D. A. Web, E. M. Rix (1972) – 16 вида. Първата публикация за рода Erica е дело на Карл Линей (C. Linnaeus) – 1753 г.

### Някои видове
- Дървовиден пирен – Erica arborea L.. Един от малкото дървесни видове пирен; височина – до 6 м. Видът е широко разпространен: в Африка – от Канарските острови до Етиопия, в Азия – до Иран, среща се също така в Португалия; в екваториална Африка растението образува гори. Стволът обикновено е извит [5].
- Оранжев пирен – Erica blenna var. grandiflora
- Erica caffra
- Erica capensis
- Erica cerinthoides
- Ресничест пирен – Erica ciliaris L. [syn. Erica ciliaris var. maweana (Benth.) Bean] [syn. Erica maweana Backh.F.]
- Сив пирен или Сива ерика – Erica cinerea L. (номенклатурен тип) [9]. Европейски нискорастящ вид с бели или розови цветя; има много сортове [5]. Лечебно растение (диуретик).[10]
- Пурпурен пирен – Erica cruenta
- Дарлейски пирен – Erica darleyensis. Видове с височина до 60 см с бели или розови цветя. Може да расте на варовити почви [11].
- Erica erigena Р. Рос [синоним Erica mediterranea аукцион]
- Erica haematocodon
- Erica heliophila Guthrie и Bolus
- Тревист пирен – Erica herbacea L.. [синоним Месеста ерика – Erica carnea]. Нискорастящ вид (височина – до 30 см), среща се в планините на Централна и Южна Европа. Един от малкото видове пирен, който расте добре на варовита почва. Цветята са розови. Има голям брой сортове.[5]
- Мъхнат пирен – Erica hirtiflora
- Erica junonia
- Линеявидна ерика – Erica linnaeoides. Южноафрикански вид с височина около 1 метър, цъфти в началото на пролетта. Цветовете са частично бели, частично розови. Видовият епитет се обяснява с известно сходство на цветята от този вид с цветята на линеята. [5]
- Рудолфова ерика – Erica lusitanica Rudolphi
- Erica mackaiana
- Erica mammosa
- Erica multumbellifera
- Erica scoparia L.
- Прелестна ерика – Erica speciosa. Южноафрикански вид с височина до един метър. Цветята са червени със зелени връхчета. Листата се събират в кръгови вихри по три. [5]
- Четириизмерен пирен или Кръстолистна ерика – Erica tetralix. Европейски маломерни видове, растящи във влажни хралупи, във влажна здравина. Отличителна черта е, че листата се събират във върхове по четири. Цветовете са малки, бели или розови, сякаш подути [5]. Добро медоносно растение. Лечебно растение (диуретично) [10].
- Блуждаещ пирен – Erica vagans L.
- Erica versicolor
- Ерика на Уилмор – Erica × wilmorei. Хибрид от няколко южноафрикански вида. Цветовете са тръбни, бледо розови с бели връхчета, покрити отвън с меки косми. Широко разпространен в Австралия, където се отглежда за рязане. [5]

## Използване

### Използване в медицината
Някои видове пирен – например сив и кръстолистен – са диуретици и се използват при лечението на подагра.

### Използване в градинарството
Много видове ерика са декоративни градински растения. Сред тях има растения, които не понасят замръзване и могат да се отглеждат само в тропиците, и много устойчиви на замръзване растения. Има няколко компактни вида, които се отглеждат като стайни растения.

#### Селскостопанска технология
Повечето видове от рода Пирен предпочитат неутрална или кисела добре дренирана почва, но има няколко вида (например месеста и дарлейска ерика), които също понасят варовити почви. Растенията не обичат органичните торове. След цъфтежа се препоръчва пиренът да бъде подрязан. Размножаване – чрез семена или резници (калеми).

### Друга употреба
Някои видове ерика са добри медоносни растения.
Дървесината от дървовидния пирен (бриар) се използва за направата на лули за пушене на тютюн.
Някои видове се използват широко в декоративното градинарство при създаване на обекти за отдих с камъни, както и в цветни лехи, паркове, лични парцели и др.
Ерика са древни растителни реликви и затова са важни в учебния процес за студенти от биологични факултети.